# Liste der Flüsse in Kamerun

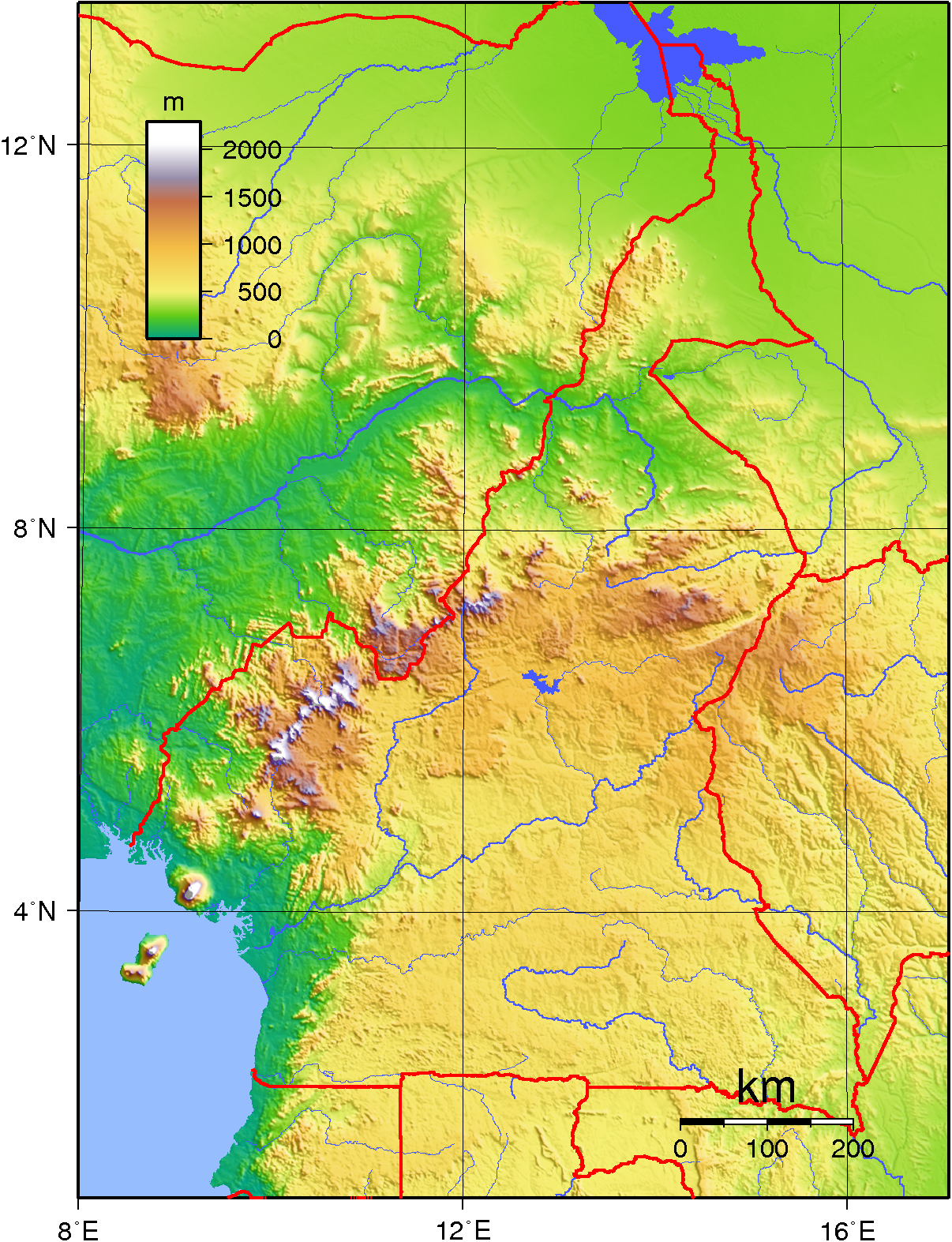
Kamerun topografisch mit den wichtigsten Flüssen

Dies ist eine Liste der Flüsse in Kamerun. Grundsätzlich ist Kamerun in vier große Einzugsgebiete (neben diversen Küstenflüssen) aufgeteilt. Die Wasserscheide dieser vier großen Einzugsgebiete befindet sich im Hochland von Adamaua. In nordöstlicher Richtung entwässern der „nördlichen“ Vina und der Mbéré in das Tschadbecken. In südliche Richtung fließen der „südliche“ Vina und der Lom, die in den Sanaga entwässern. Im Norden des Hochlandes hat der Benue, und im Nordwesten der Faro, ein Nebenfluss des Benue, seine Quellflüsse, die in das Nigersystem abfließen. Hinzu kommt der Kadéï, der über den Sangha in südöstlicher Richtung in den Kongo entwässert.

## Küstenflüsse

### Cross RiverundRio-del-Rey-Ästuar

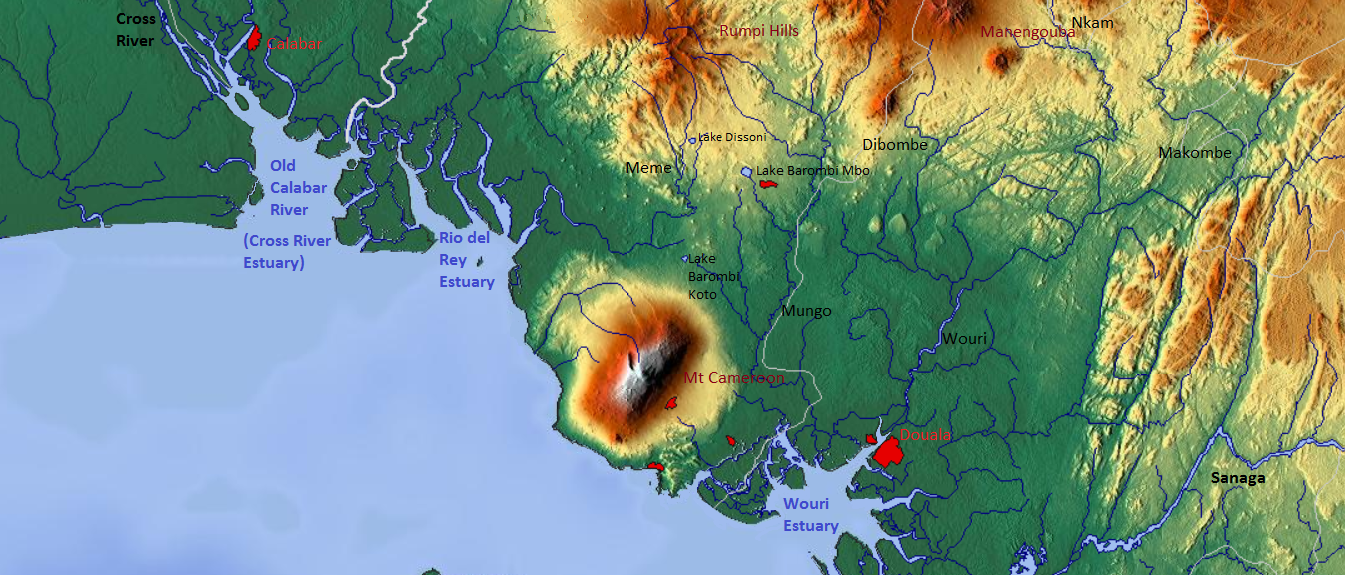
Die nördliche Küste Kameruns mit den wichtigsten Flüssen

- Cross River
  - Kidde
- Akpa Yafi
- Meme River
  - Uwe
- N'dian
- Akpa Korum

### Kamerunästuar

Kamerunästuar mit den wichtigsten Flüssen

- Wouri
  - Nkam
  - Makombé
  - Dibombe
  - Abo
- Mungo
- Dibamba
- Kwa Kwa

### Weitere Küstenflüsse
- Lobé
- Kienkié
- Nyong
  - Kéllé
  - Kom
  - Mfoumou
  - Afamba
  - Ato
  - Mefou
  - Akono
  - Liyeke
  - Long Mafok
  - Soo
  - Soumou
  - Kama
- Ntem
  - Kom
  - Bolo
- Lokundje

## Sanaga (Abfluss in denAtlantik)

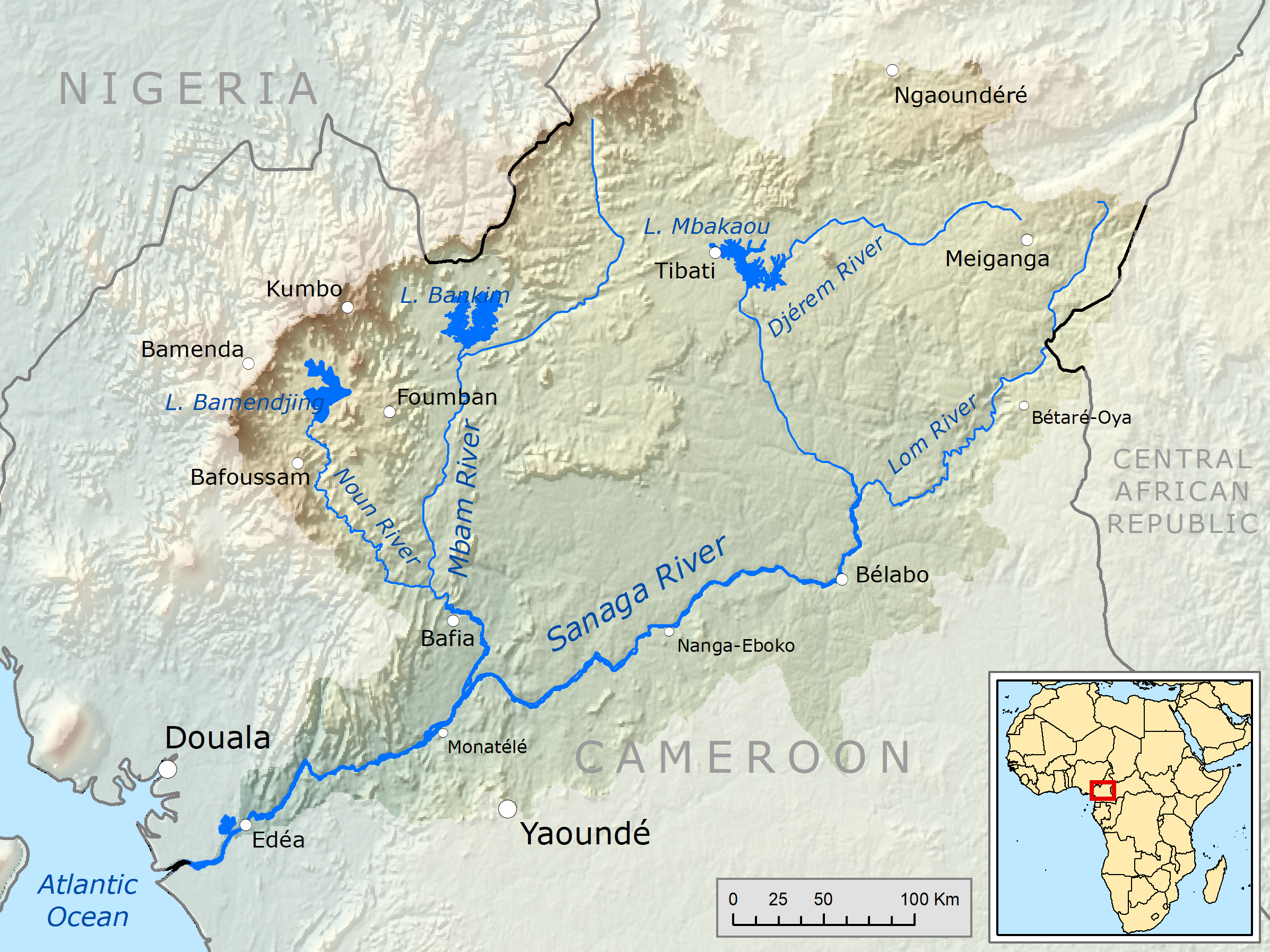
Einzugsgebiet des Sanaga

- Sanaga
  - Djérem
    - Merou
    - Vina (süd)
    - Meng
      - Maouor
      - Mayo Nkwi (auch Mayo Kwi)

    - Mekay
    - Mekie

  - Lom
    - Pangar
    - Mba
    - Yoyo

  - Long
  - Tete
  - Sele
  - Mfam
  - Ngoba
  - Mbam
    - Kim
    - Ndjim
    - Noun
      - Mifi Süd
      - Mifi Nord
      - Monkie

    - Menoua

  - Mbuku
  - Ligene
  - Djam
  - Dorong
  - Jape
  - Uem

## Benue (Abfluss in denNiger)

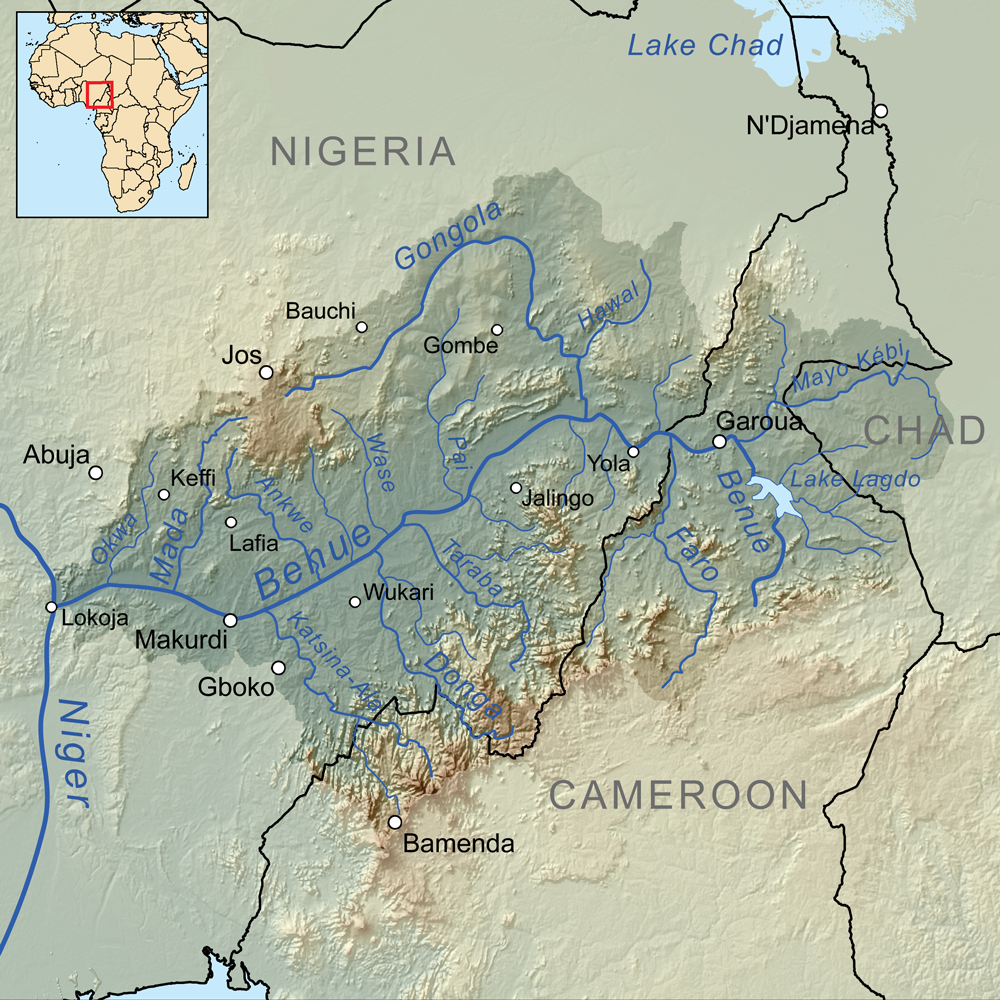
Einzugsgebiet des Benue

- Benue
  - Mayo-Kebi
    - Mayo Louti

  - Faro
    - Mao Déo

  - Donga
  - Katsina Ala
    - Metchum

## Sangha (Abfluss in denKongo)

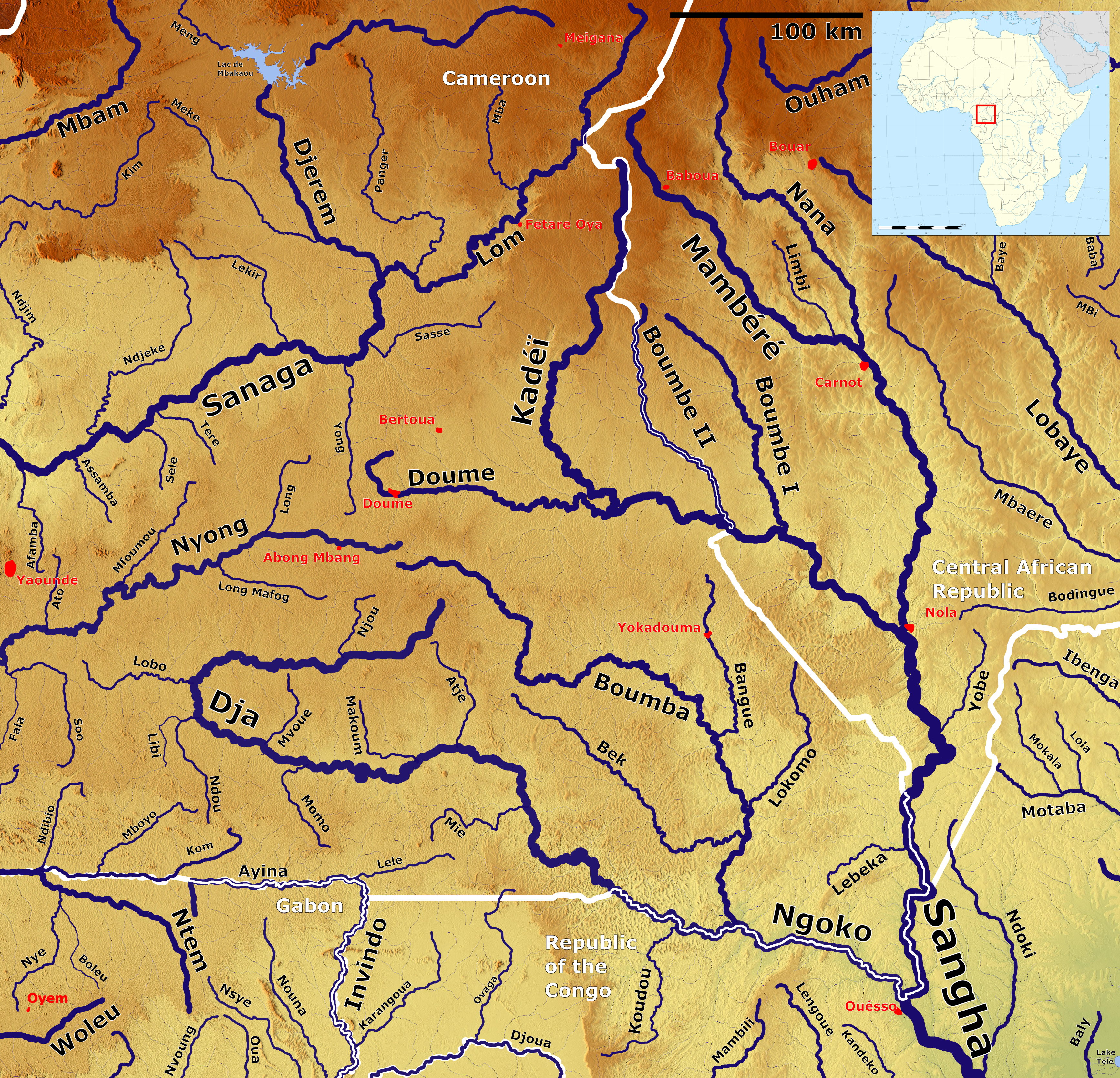
Nördliches Einzugsgebiet des Sangha

- Sangha
  - Kadéï
    - Doumé
    - Boumbé II

  - Lebeka
  - Ngoko
    - Dja
      - Lobo
      - Libi

    - Boumba
      - Bangue
      - Bek

## Ivindo (Abfluss in denOgooué)
- Ivindo  (hier Aïna oder Ayina)
  - Lele

## Schari (Abfluss in denTschadsee)

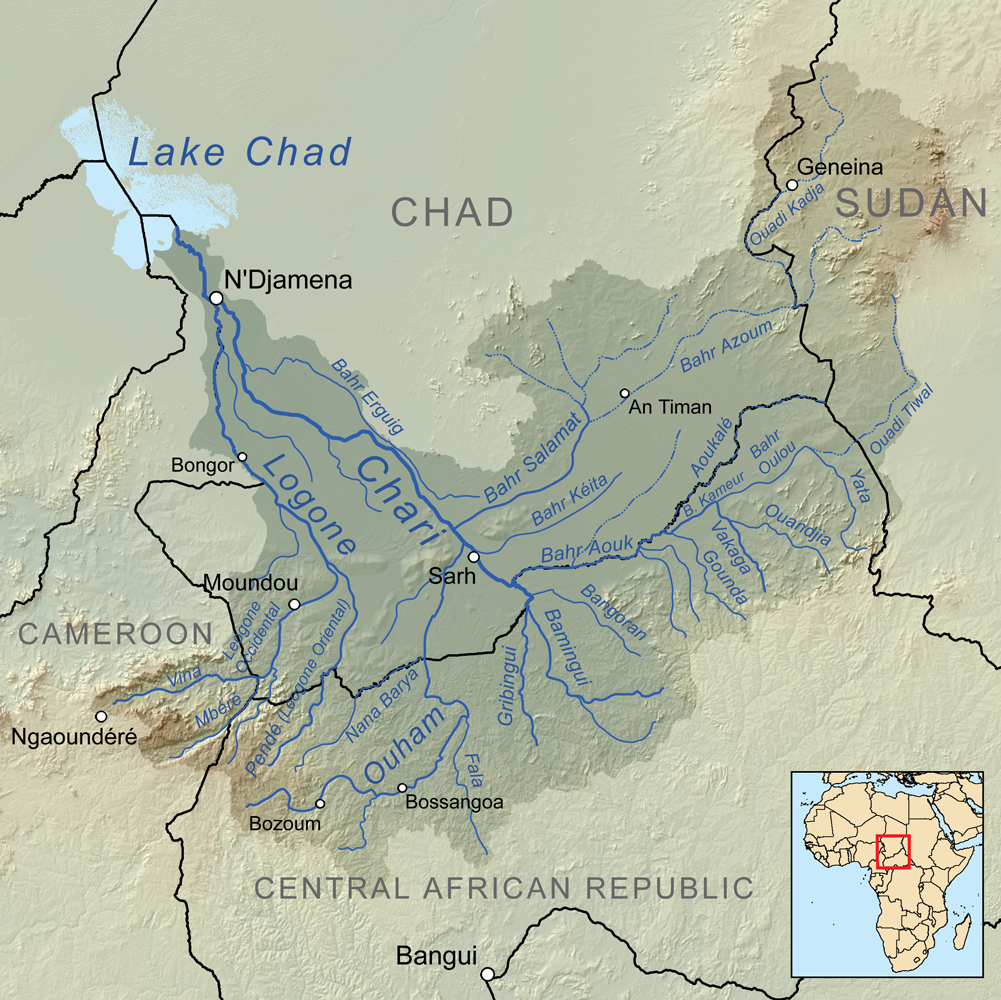
Einzugsgebiet des Schari

- Schari
  - Logone
    - Mbéré
      - Koudini
      - Ngou
      - Mandim
      - Mambaka
      - Touldoro

    - Vina (nord)
      - Eneni
      - Obogo
      - Ligara
      - Djivorke
      - Yebe
      - Risso Rao

## Weitere Tschadsee-Zuflüsse
- El Beid

## Einzugsgebietaufteilung des Landes in Prozent
| Flüsse                                                 | Einzugsgebietsfläche Gesamt [km²] | Fläche in Kamerun [km²] | Prozent der Landesfläche |
| ------------------------------------------------------ | --------------------------------- | ----------------------- | ------------------------ |
| Cross River                                            | 54.000                            | 13.020                  | 2,8                      |
| Nördliche Küstenflüsse (Ndian, Meme, Mungo, Wouri,...) | 31.620                            | 31.620                  | 6,8                      |
| Sanaga                                                 | 132.990                           | 132.990                 | 28,6                     |
| Südliche Küstenflüsse (Nyong, Lobe, Lokoundje,...)     | 37.665                            | 37.665                  | 8,1                      |
| Ntem                                                   | 31.000                            | 18.135                  | 3,9                      |
| Ivindo                                                 | 62.700                            | 7905                    | 1,7                      |
| Sangha, Kadéï und Dja                                  | 213.400                           | 94.860                  | 20,4                     |
| Benue und seine Zuflüsse (Metchum, Katsina Ala, Donga) | 335.035                           | 90.675                  | 19,5                     |
| Logone Zuflüsse (Vina und Mbéré)                       | 78.000                            | 19.995                  | 4,3                      |
| Weitere Tschadsee Zuflüsse                             | 18.135                            | 18.135                  | 3,9                      |
| Gesamt                                                 |                                   | 465.000                 | 100,0                    |